# ويلمر أليسون
ويلمر أليسون (بالإنجليزية: Wilmer Allison)‏ مواليد 8 ديسمبر 1904 في سان أنطونيو - الوفاة 20 أبريل 1977 في أوستن، الولايات المتحدة، كان لاعب كرة مضرب أمريكي بدأ مسيرته كمحترف سنة 1927 وكان يلعب باليد اليمنى، اعتزل اللعب في 1941. كما أنه أحد أبطال الجراند سلام. أعلى تصنيف له في الفردي كان المركز الـ 4 في سنة 1935.

## بطولات حققها
- بطولة ويمبلدون

## النهائيات

### الفردي (الألقاب 1, الوصافة 2)
| الحصيلة | السنة | البطولة                     | الأرضية | المنافس   | النتيجة                 |
| ------- | ----- | --------------------------- | ------- | --------- | ----------------------- |
| الوصافة | 1930  | ويمبلدون                    | عشبية   | بيل تيلدن | 3–6, 7–9, 4–6           |
| الوصافة | 1934  | بطولة أمريكا المفتوحة للتنس | عشبية   | فريد بيري | 4–6, 3–6, 6–3, 6–1, 6–8 |
| الفوز   | 1935  | بطولة أمريكا المفتوحة للتنس | عشبية   | سيدني وود | 6–2, 6–2, 6–3           |

## روابط خارجية
- ويلمر أليسون على موقع رابطة محترفي التنس (الإنجليزية)
- ويلمر أليسون على موقع الاتحاد الدولي لكرة المضرب (الإنجليزية)
- ويلمر أليسون على موقع كأس ديفيز (الإنجليزية)
- ويلمر أليسون على موقع قاعة مشاهير كرة المضرب الدولية (الإنجليزية)
- ويلمر أليسون على موقع خلاصة التنس.كوم (الإنجليزية)